# Sanyo Wavy 35
Sanyo Wavy 35 (Wavy 35) је кућни рачунар фирме Санио (Sanyo) који је почео да се производи у Јапану током 1988. године.
Користио је Zilog Z80 микропроцесорску јединицу а RAM меморија рачунара је имала капацитет од 64 KB. 

## Детаљни подаци
Детаљнији подаци о рачунару Wavy 35 су дати у табели испод.
|                       | |
| [ 1 ]                 | |
| Произвођач            | Санио                                                                                                |
| Тип                   | кућни рачунар                                                                                        |
| Меморија              | 64 KB                                                                                                |
| Поријекло             | Јапан                                                                                                |
| Година                | 1988                                                                                                 |
| Тастатура             | тастатура са пуним помаком тастера са нумеричком тастатуром, 5 функцијских тастера и тастери смјера. |
| Процесор              | |
| Фреквенција процесора | 3,58                                                                                                 |
| RAM                   | 64 KB                                                                                                |
| ROM                   | 32 (Basic + BIOS) + 16 (SUB ROM > MSX-BASIC V3.0) + 128 (JIS-1 ROM)                                  |
| Текст                 | 40 x 24 / 32 x 24                                                                                    |
| Графика               | исто као MSX2 спецификације, plus 256 са 212/424                                                     |
| Боја                  | 19268                                                                                                |
| Звук                  | FM-PAC (OPLL YM-2413) - 9 канални FM синтисајзер                                                     |
| Димензије             | 4,5                                                                                                  |
| Портови               | |
| Оперативни систем     | |